# وليد الحصري
وليد الحصري (أبو خالد؛21 يونيو1948- 8 يوليو 2024) هو اقتصادي وسياسي فلسطيني، ولد في بلدة المجدل قضاء غزة، تلقى تعليمه الأساسي في مدرستي الإمام الشافعي والزيتون، ثم التحق بمعهد المعلمين في غزة حيث أكمل دراسته الثانوية عام 1967. كما حصل على الدبلوم في التجارة من مركز التدريب المهني في قلنديا عام 1970. عُين مُسيِّراً لأعمال رئيس الغرفة التجارية في غزة عام 2013. وفي عام 2014، تم تعيينه رئيساً للغرفة التجارية، ونائباً لرئيس اتحاد الغرف التجارية في فلسطين. عمل خلال تلك الفترة على تحسين واقع التجار وتسهيل معاملاتهم مع وزارة الاقتصاد، خاصة فيما يتعلق بالضرائب وحل مشاكل التجار الغارمين. اغتيل هو وابنه وأحفاده في يوليو 2024 خلال ضربةٍ جوية نفذتها القوات الجوية الإسرائيلية على منزله الكائن في مدينة غزة، وذلك خلال الرد الإسرائيلي على عملية طوفان الأقصى.

## نشاطه الإقتصادي
شارك وليد خالد الحصري في افتتاح مشاريع اقتصادية متعددة، وبدء العمل في التجارة مع والده في الحصول على عدة وكالات مثل (سلفانا ونيدو، وكوكاكولا، وستار للمنظفات، وسنيورة)، ثم افتتح مصنع لتعبئة الشاي والمعروف " بشاي الحصري"، ثم افتتح معرض كريستال عصفور بشارع النصر. كما ساهم في إنشاء توأمة بين الغرفة التجارية لمدينة غزة والغرفة التجارية لمدينة إسطنبول. ونشط من خلال الغرفة التجارية في تقديم منح دراسية داخلية وخارجية لطلبة الجامعات. خلال جائحة كورونا، ساهم في تزويد مراكز الحجر الصحي بالمستلزمات الضرورية، وانخرط في العمل المؤسساتي حيث أصبح نائباً لرئيس مجلس أمناء جامعة غزة في عام 2022، والرئيس الفخري لجمعية الشعراء والمثقفين العرب، وعضواً في الجمعية العمومية لجمعية مرضى السرطان، إضافة إلى توليه رئاسة الشؤون الخارجية والدولية فيها. كما ساهم في تأسيس أرض للمعارض التجارية على مساحة 21 دونم أمام قصر العدل في غزة، وتأسيس مشروع العنقودية في المنطقة الصناعية، إنشاء مركز تحكم في الغرفة التجارية معتمد من وزارة العدل لحل النزاعات التجارية.